# 王慎賢

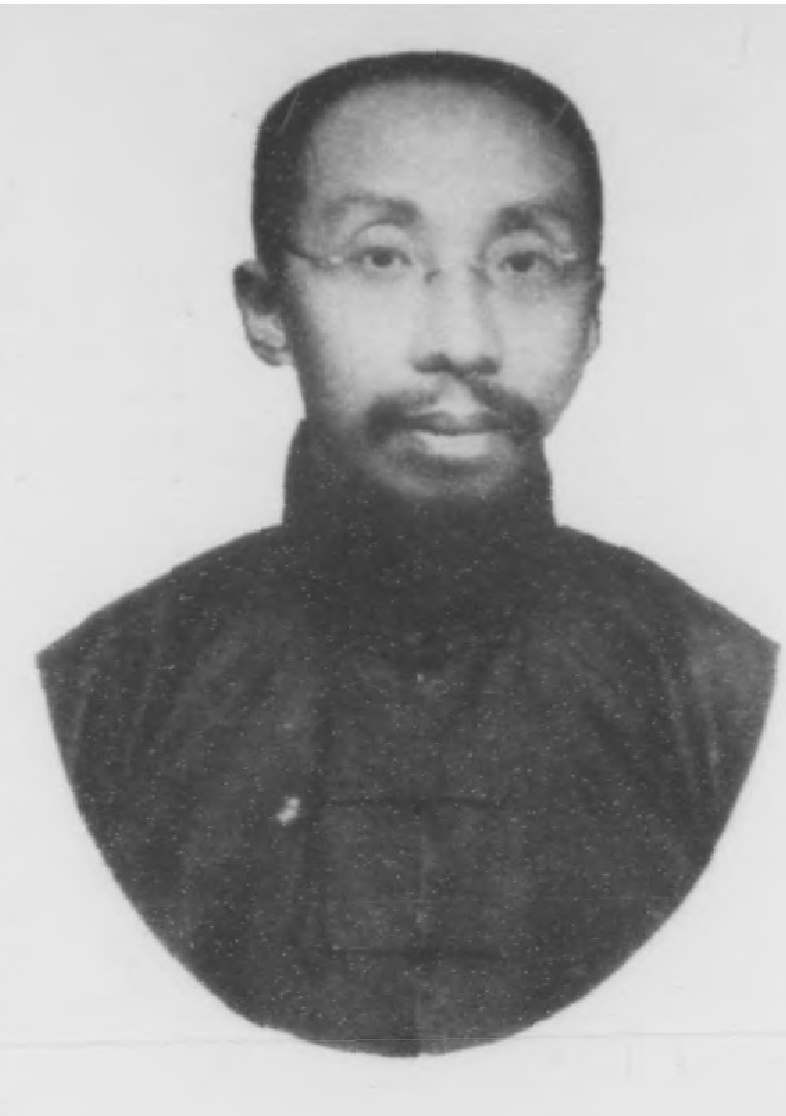

王慎賢（?—?），字逸海，號翼海，江蘇省吳縣人，清末翰林，同進士出身。
1904年（光緒三十年），甲辰恩科會試第183名；殿試登進士三甲145名，改庶吉士。光緒三十三年，授翰林院檢討。